# Sint-Jakobuskerk (Winterberg)
De Sint-Jakobuskerk (in het Duits St.-Jakobus-Kirche) is een laatachttiende-eeuwse katholieke kerk in Winterberg, Hochsauerland in de Duitse deelstaat Noordrijn-Westfalen. Het gebouw is een erkend cultureel monument.

## Geschiedenis
In de dertiende eeuw was er reeds sprake van een kerk in Winterberg. Het huidige gebouw stamt uit de achttiende eeuw. In 1759 werd Winterberg door brand getroffen waarbij ook de toenmalige kerk in vlammen opging. Het kruisherenklooster van Glindfeld herbouwde het kerkgebouw: de toren dateert van 1776, het schip en de zaalbouw met twee portalen aan de zuid- en oostzijde dateren uit 1785 en 1787.
In 1791 vernielde een volgende stadsbrand het dak van de kerk en de torenspits, die wederom door de kruisheren werden hersteld.
In 1804 werden in de kerk twaalf apostelfiguren geplaatst, afkomstig uit het opgeheven benedictijnenklooster Grafschaft.
In 1903-1908 werd het koor heringericht, werden nieuwe glas in loodramen geplaatst en werd een sacristie gerealiseerd aan de zuidzijde van het koor.
In de Tweede Wereldoorlog werd de kerk beschadigd, waardoor de daken vernieuwd moesten worden alsmede de ramen. Ook werden nieuwe (keramieken) kruiswegstaties geplaatst. In de jaren negentig van de 20e eeuw vond er weer een renovatie plaats, waarbij het barokken altaar aangepast werd, nieuwe ramen werden gerealiseerd en een nieuw orgel met 26 registers geplaatst werd.

## Bouw
De Sint-Jakobskerk is een zaalkerk met klokkentoren aan de westzijde. Aan de zuidzijde van het oostelijk deel van de kerk bevindt zich een uitbouw die dient als sacristie. Het schip (in het westelijk deel van de kerk) kent een noord- en een zuidportaal als toegang. Het zuidportaal heeft boven de ingang een beeld van Sint Jacobus de Meerdere, uitgevoerd in graniet, en een sluitsteen met het embleem van de kruisheren die optraden als bouwheren. Een toegangsportaal aan de oostzijde is dichtgemetseld.
Tegen de westmuur van de sacristie staat een zandstenen missiekruis uit 1912 in de vorm van een Calvariegroep, gemaakt door de beeldhouwer Ferdinand Mündelein. Aan de zuidzijde van het schip staat een standbeeld van Sint Antonius van Padua en er bevindt zich het graf van de parochiepriester Heinrich Hackenberg, die in 1945 als burgerslachtoffer overleed. Aan de noordzijde van de kerk bevond zich tot 1925 een begraafplaats.

## Interieur

### Hoogaltaar
In het koor bevindt zich een barokken hoogaltaarretabel bestaande uit drie lagen. De onderste laag wordt gevormd door de oude altaartafel met onder meer het tabernakel met aan weerszijden een biddende engel. In de middelste laag staat links een beeld van Sint Jacobus de Meerdere als pelgrim, rechts een beeld van Sint Anna met haar dochter Maria en in het midden de Onbevlekte Ontvangenis van Maria. De bovenste laag toont de Heilige Drie-eenheid met links Jezus met kruis en aureool, rechts God de Vader met driehoekig aureool en in het midden erboven de Heilige Geest in de vorm van een duif. Alle figuren in dit retabel werden gemaakt door Leonhard Falter (1735-1807).

### Zijaltaren
In het koor staan twee zijaltaren, die in de jaren twintig van de 20e eeuw werden geplaatst. Aan de zuidzijde staat het Hart van Jezus-altaar met een medaillon van Aloysius Gonzaga, patroon van de mannelijke jeugd. Aan de noordzijde staat het Maria-altaar met een medaillon met de afbeelding van Sint Agnes, de patrones van de jonkvrouwen. De zuidzijde van de kerk was vroeger de zijde van de mannen, terwijl de noordzijde de kant van de vrouwen was.

### Apostelfiguren
Langs de wanden van het schip bevinden zich sinds 1804 twaalf houten gepolychromeerde beelden. Ze  stellen voor: Sint-Petrus met sleutel, Sint Paulus met zwaard, Sint Jacobus de Meerdere met pelgrimsstaf en boek, de evangelist Sint Johannes met kelk, Sint Bartholomeus met vilmes, de evangelist Sint Mattheus met kruis, Sint Thomas met lans, Sint Andreas met andreaskruis, Sint Filippus met omgekeerd kruis, Sint Simon met zaag, Sint Jacobus de Mindere en Sint Matthias met bijl.

### Ramen
In het koor bevinden zich twee ramen uit 1904/1908 in neo-romaanse stijl met afbeeldingen van Sint Jacobus de Meerdere (links) en Sint Anna met haar dochter Maria (rechts).
Aan het einde van de twintigste eeuw werden de ramen in het schip nieuw aangebracht. Er worden voorstellingen van verschillende heiligen getoond. Aan de noordzijde: Sint Catharina van Alexandrië, Sint Liborius, Sint Elisabeth van Thüringen, Sint Wendelin, Sint Edith Stein en  Sint Franciscus. Aan de zuidzijde: Sint Ida von Herzfeld, Sint Nicolaas en Sint Barbara.

### Torenkapel
Op de begane grond van de toren is een kapel ingericht met een piëta. Stenen met de namen van de gevallenen uit de Eerste Wereldoorlog bevindt zich bij de ingang. Buiten de kerk aan de westzijde bevindt een oorlogsmonument om de gevallenen uit de Tweede Wereldoorlog te gedenken.

### Afbeeldingen

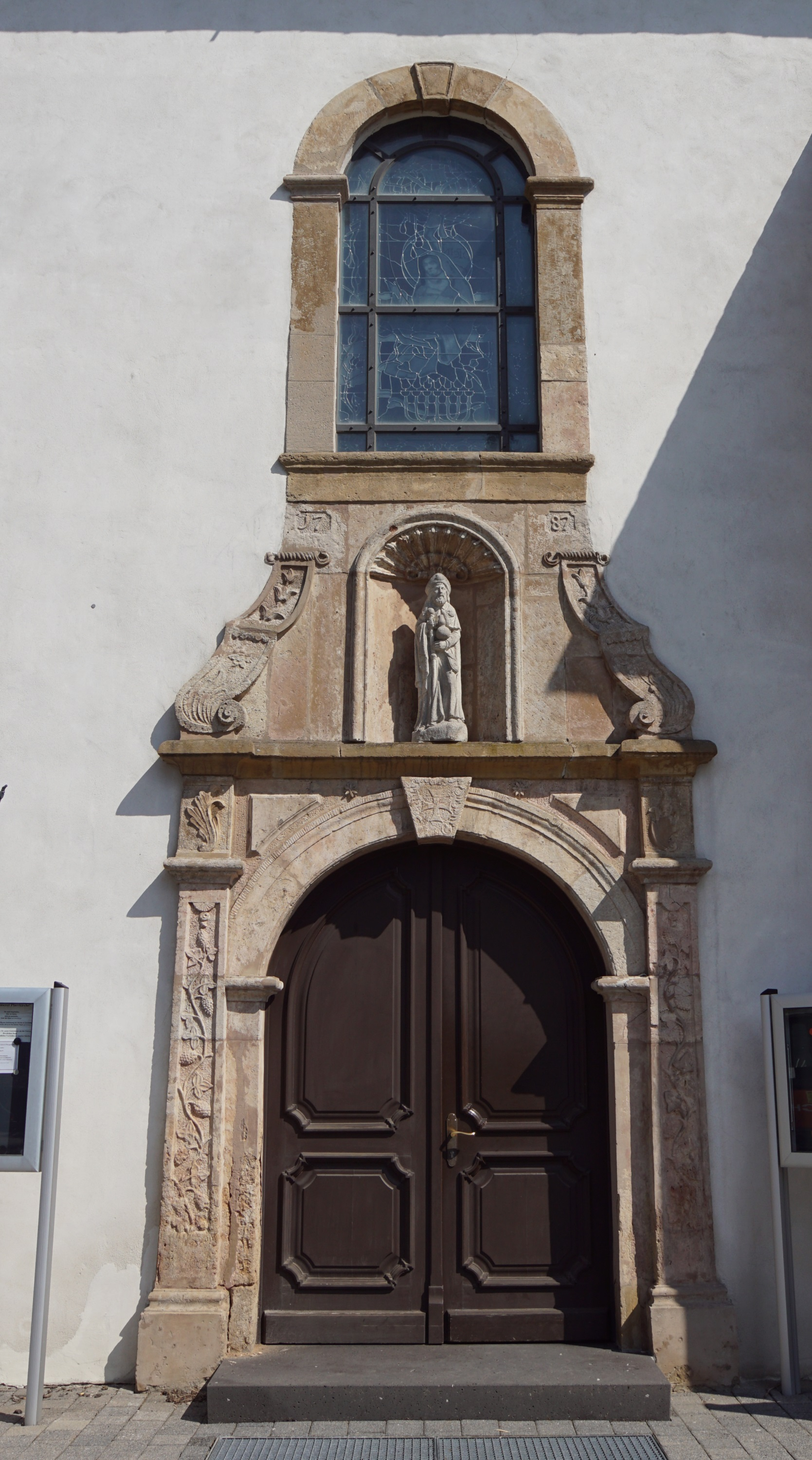
De zuidelijke toegang met een beeld van Sint Jacobus de Meerdere. In de boog boven de ingang zit een sluitsteen met het embleem van de kruisheren.
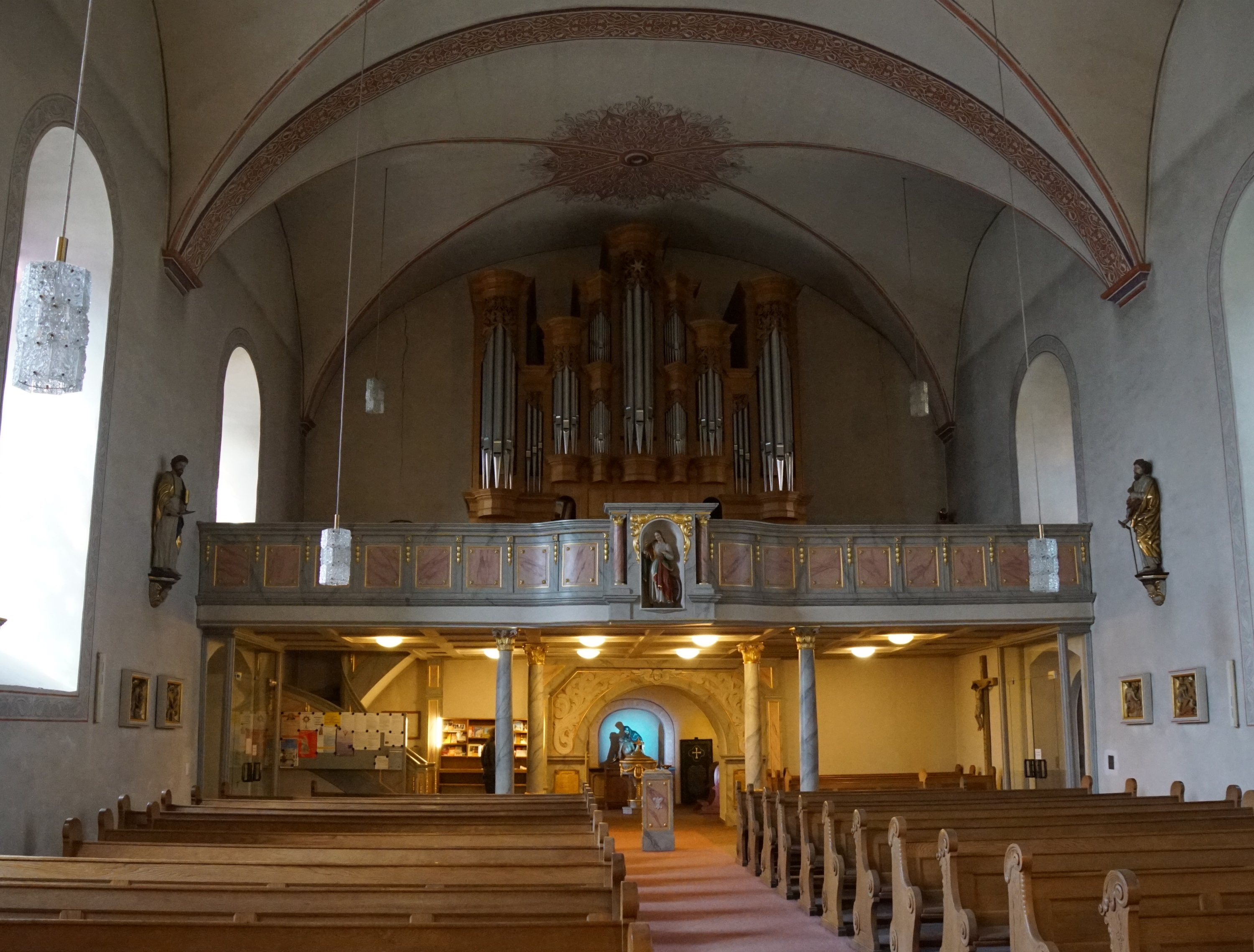
Interieur richting westen (toren) kijkend.
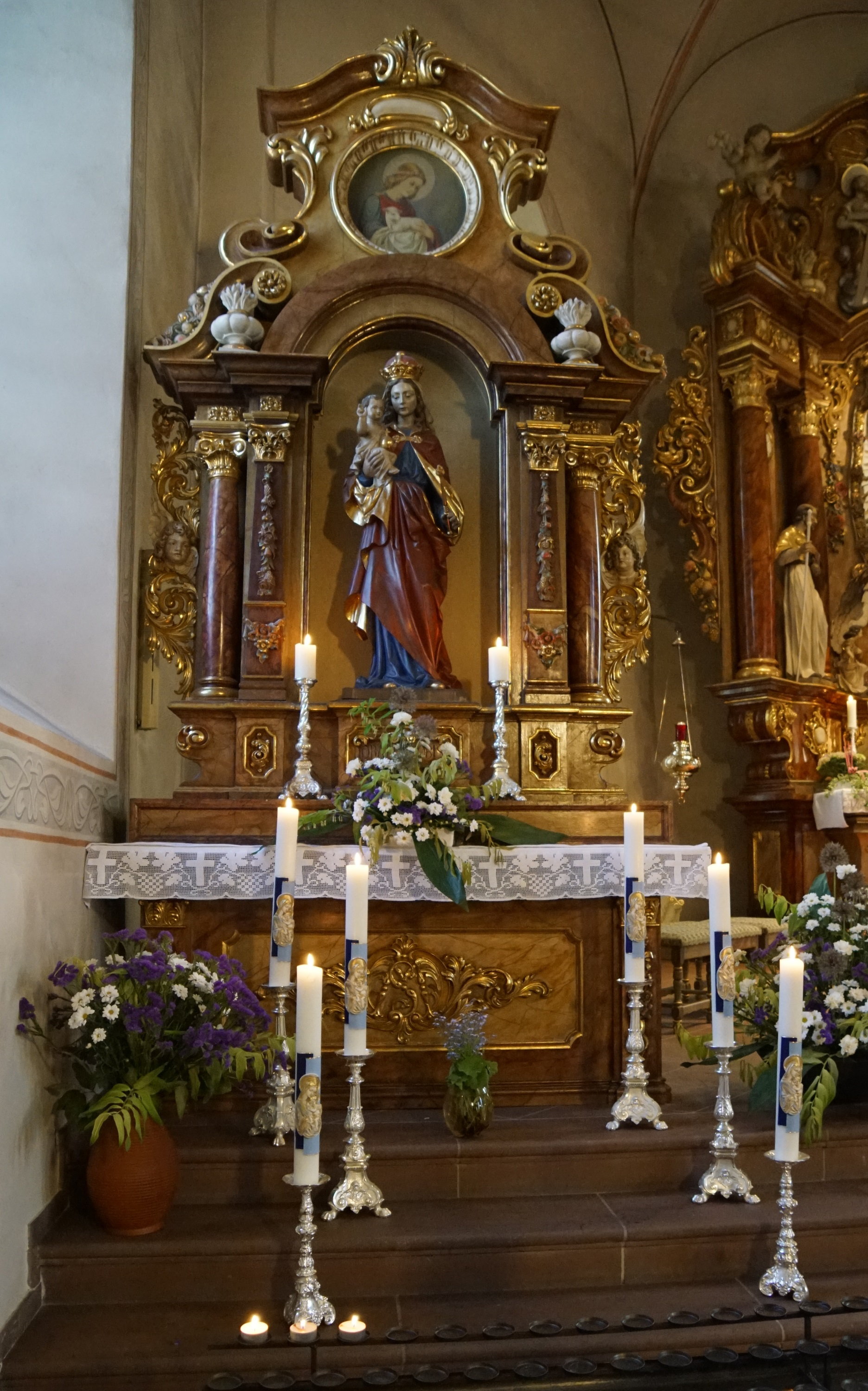
Het Maria-altaar.
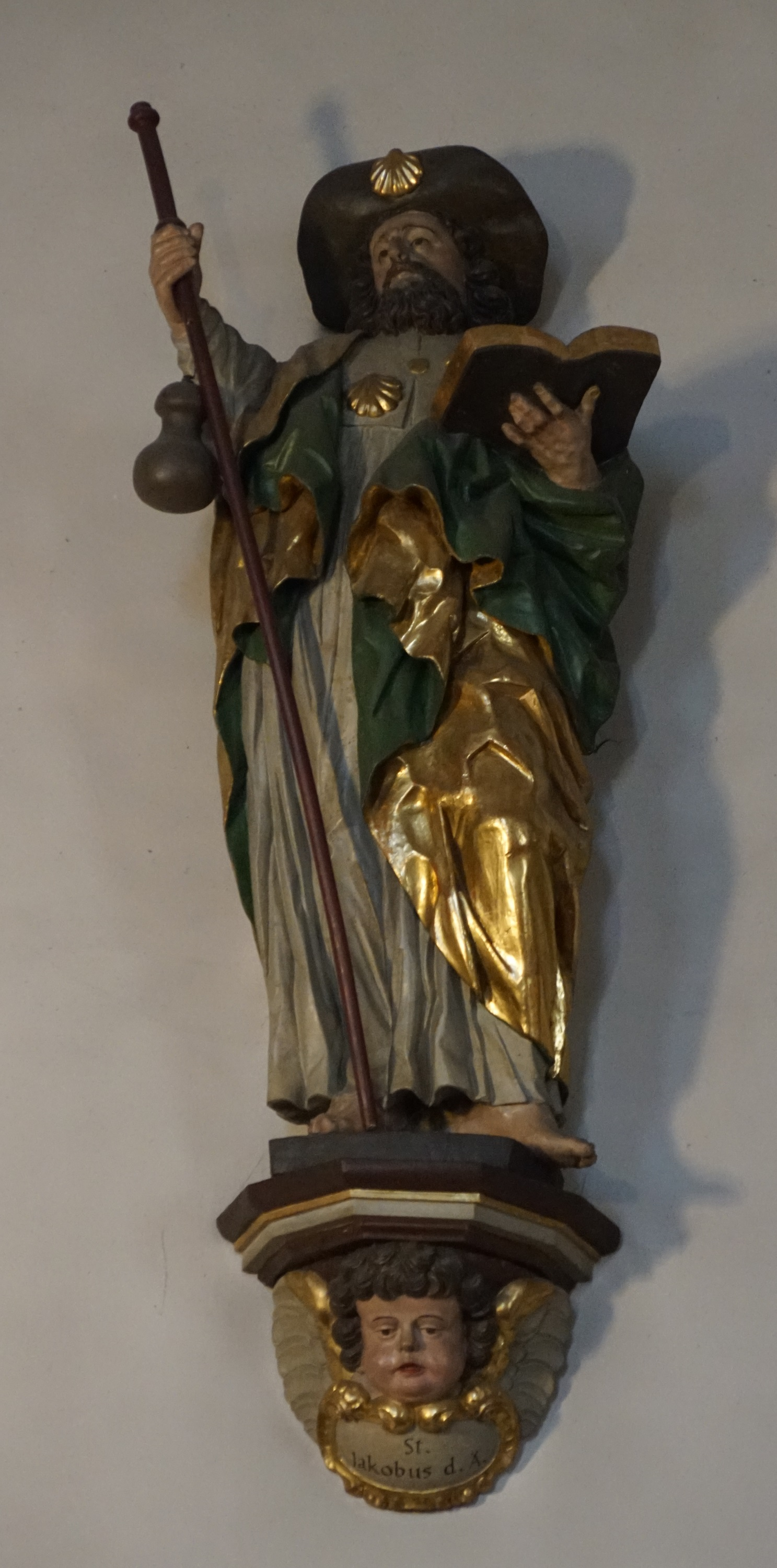
Sint Jacobus de Meerdere als pelgrim.
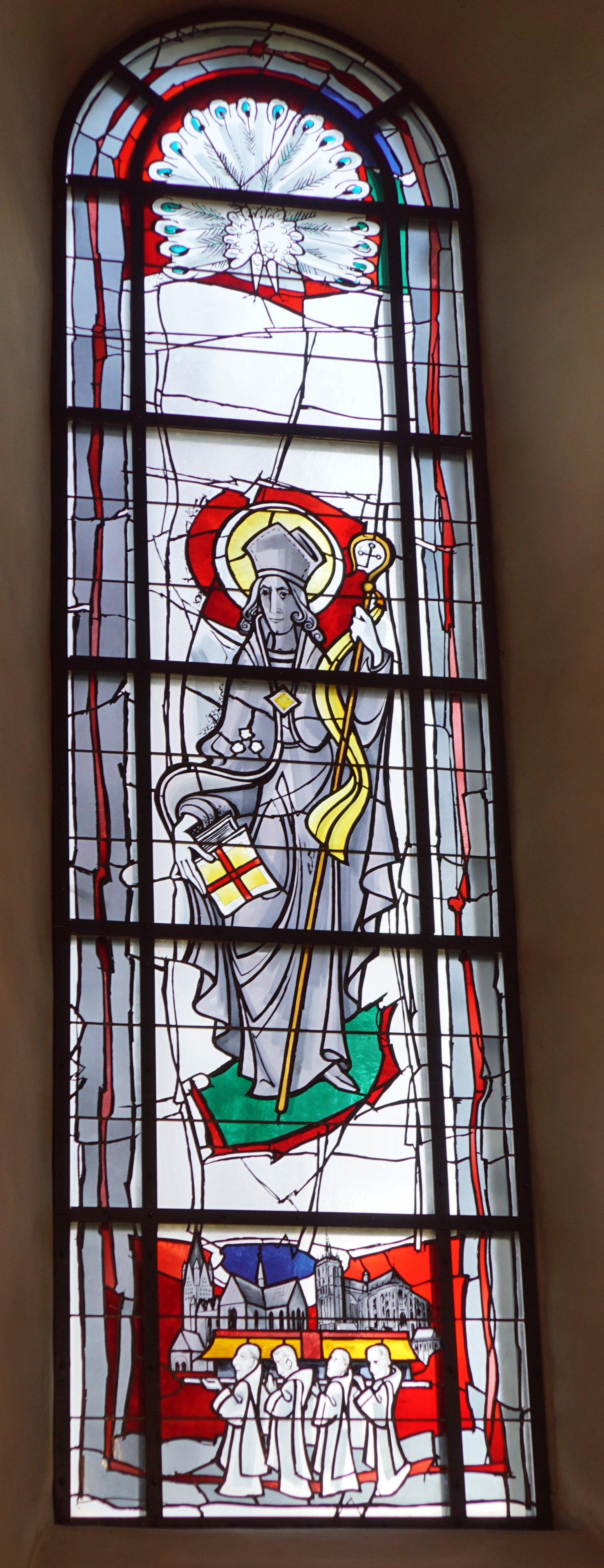
Sint Liborius was tussen 348 en 397 bisschop van Le Mans (Frankrijk). Hij is de patroon van het aartsbisdom Paderborn.